# European Blues Challenge
Die European Blues Challenge (EBC) (Europäische Blues-Herausforderung) ist ein seit 2011 jährlich von der European Blues Union (EBU) veranstalteter Musikwettbewerb für europäische Blues-Nachwuchsmusiker. Der Wettbewerb wird jeweils von einem Mitglied der EBU in dem jeweiligen Land organisiert, üblicherweise im Rahmen eines Bluesfestivals. Zusammen mit der ECB findet die jährliche Generalversammlung der EBU statt.

## EBC 2011
Datum: 18.-19. März 2011
Ort: Kulturbrauerei, Berlin, Deutschland
Gewinner: Howlin’ Bill, Belgien

## EBC 2012
Datum: 16.-17. März 2012
Ort: Kulturbrauerei, Berlin, Deutschland
Gewinner: Rita Engdalen, Norwegen

## EBC 2013
Datum: 8.-9. März 2013
Ort: Le Bikini, Toulouse, Frankreich
Gewinner: Veronica & The Red Wine Serenaders, Italien

## EBC 2014
Datum: 11.-12. April 2014
Ort: Sapnu Fabrica, Riga, Lettland
Gewinner: A Contra Blues, Spanien

## EBC 2015
Datum: 13.-14. März 2015
Ort: Ancienne Belgique, Brüssel, Belgien
Gewinner: The Travellin’ Brothers, Spanien

## EBC 2016
Datum: 8.-9. April 2016
Ort: Music Sport Hall, Torrita di Siena, Italien
Gewinner: Eric „Slim“ Zahl & The Southwest Swingers, Norwegen

## EBC 2017
- Datum: 7.-8. April 2017[11]
- Ort: Forum Horsens, Horsens, Dänemark[11]
- Gewinner: Kaz Hawkins Band, Vereinigtes Königreich[12]

## EBC 2018
- Datum: 15.-18. März 2018
- Ort: Hell, Norwegen
- Gewinner: The Ragtime Rumours, Niederlande

## EBC 2019
- Datum: 5./6. April 2019
- Coliseum Micaelense in Ponta Delgada, São Miguel, Portugal
- Gewinnerin: Kyla Brox, Vereinigtes Königreich

## EBC 2022
- Datum: 4.-6. Juni 2022
- Kongresshalle, Malmö, Schweden
- Gewinner: Harlem Lake, Niederlande

## EBC 2023
- Sztygarka, Chorzów, Polen